# Harbachtal

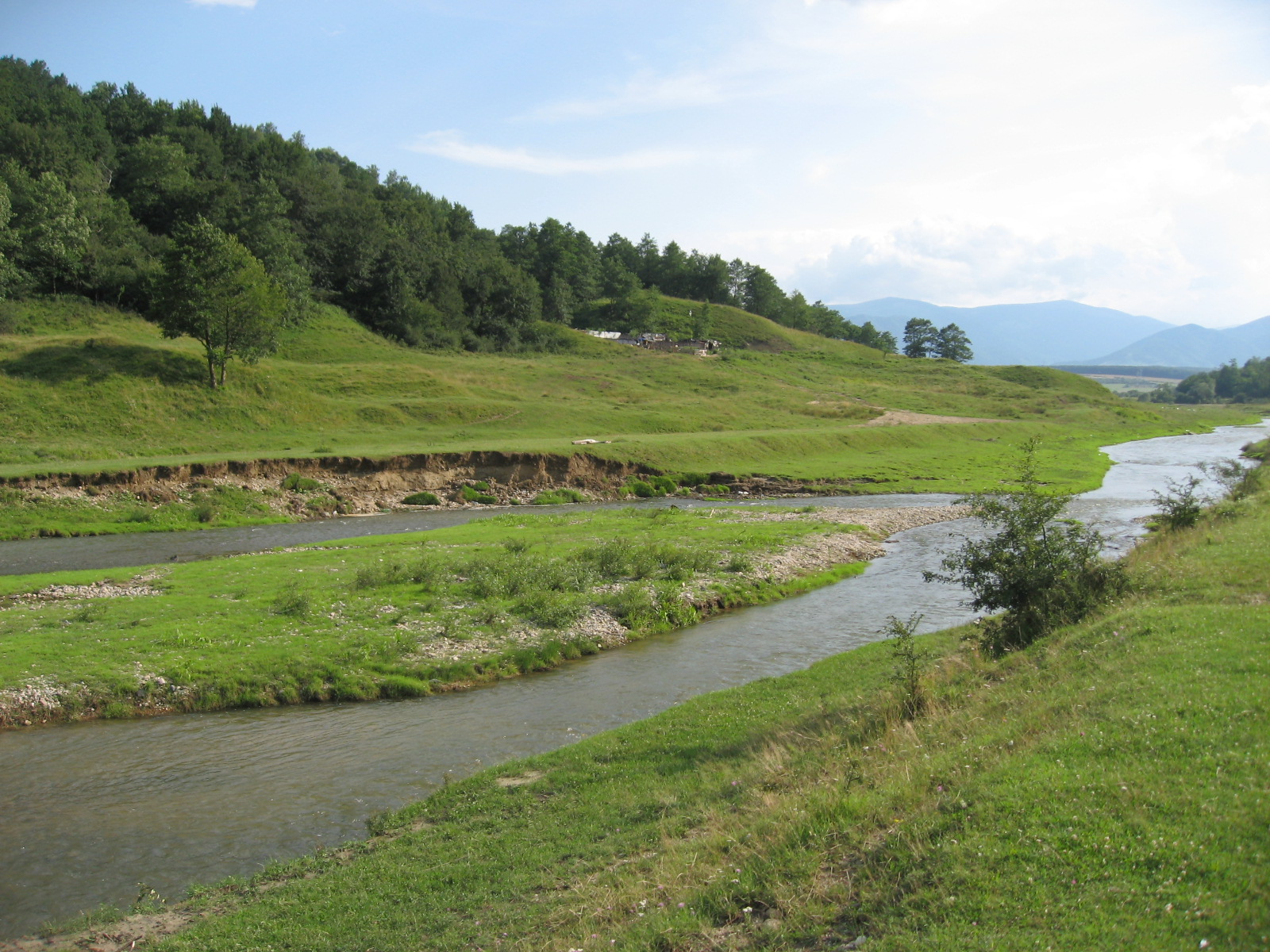
Der Harbach, zwischen Cașolț (Kastenholz) und Mohu (Moichen)

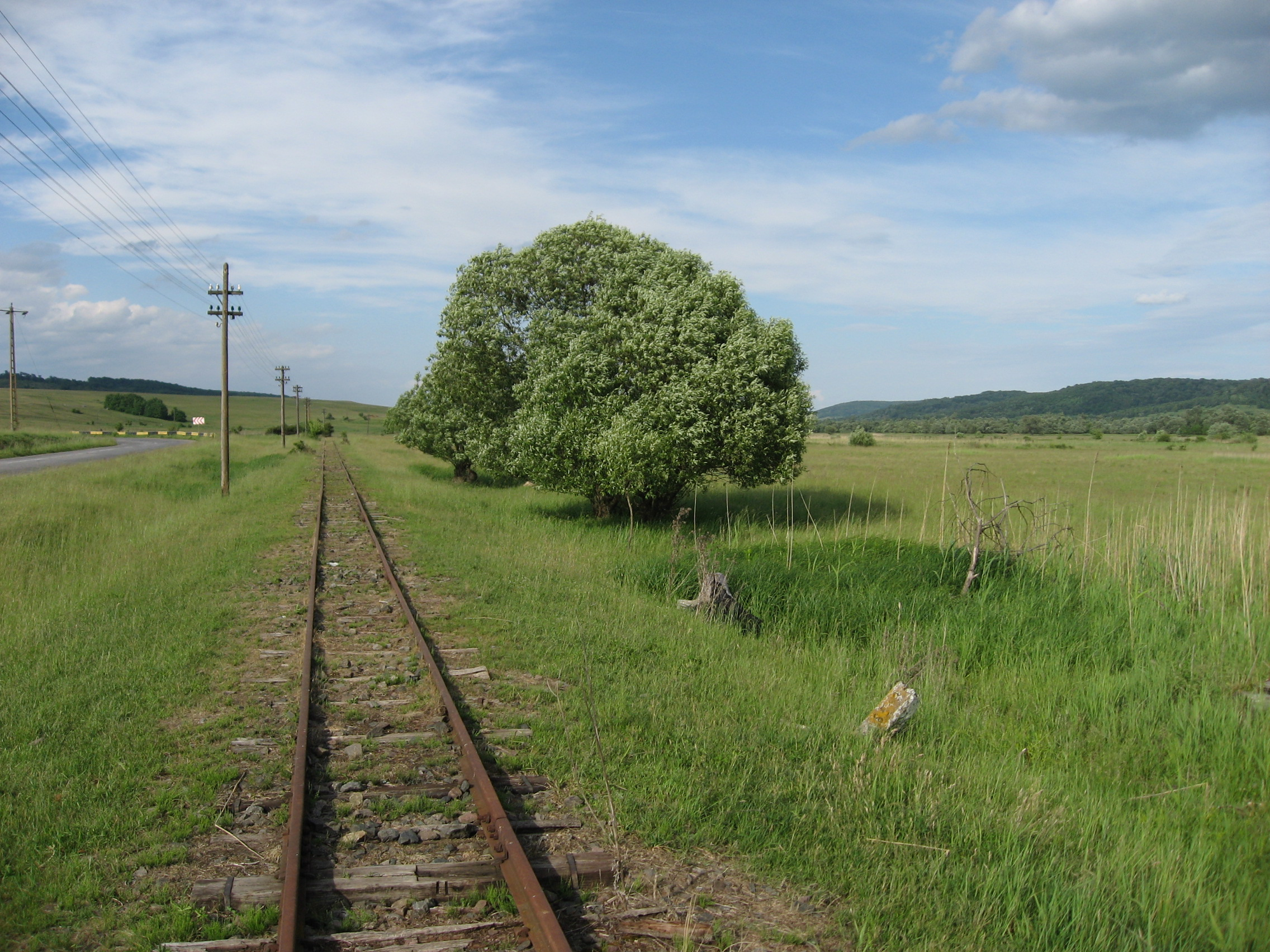
Die ehemalige Schmalspurbahn Wusch

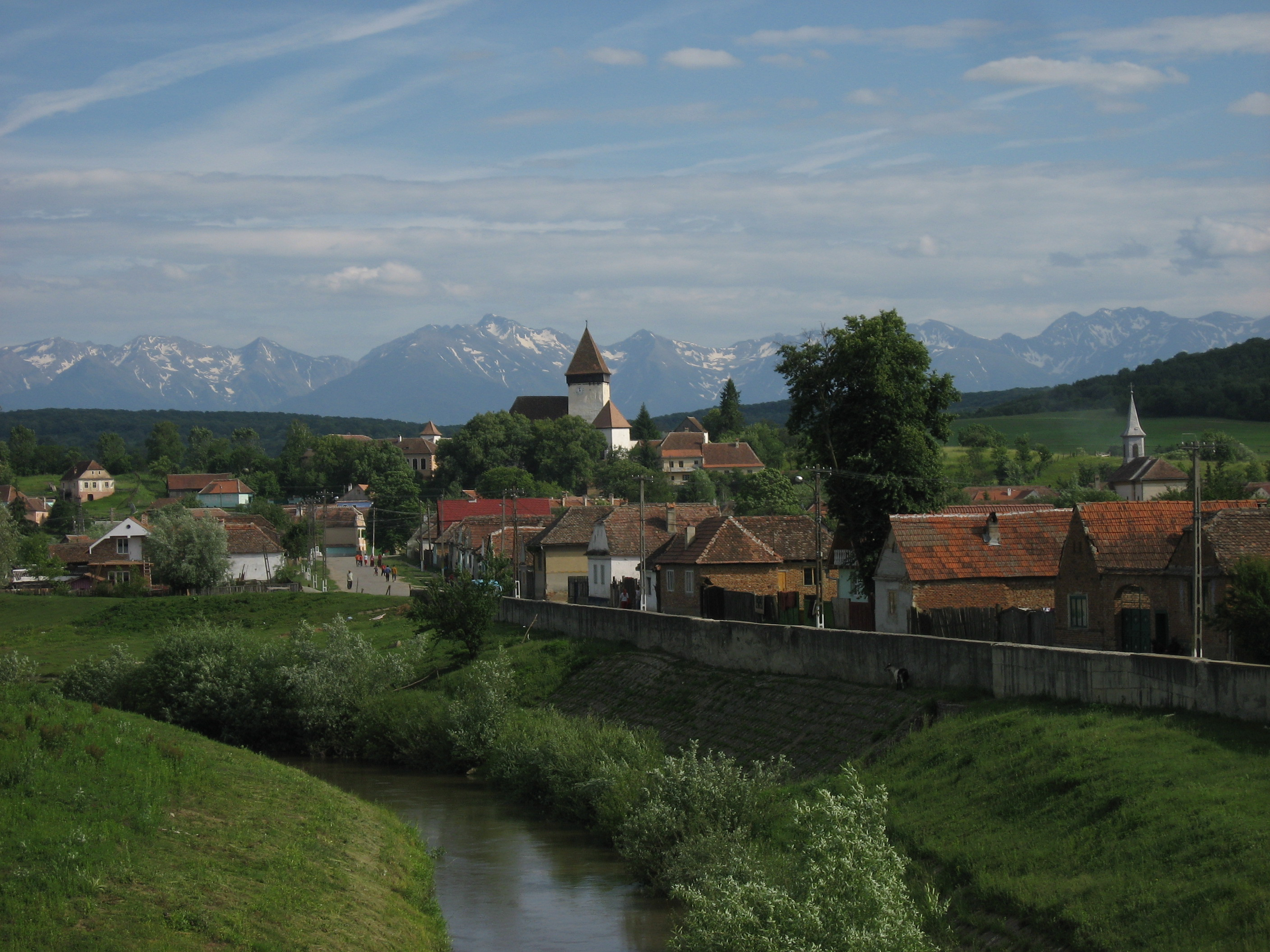
Das Dorf Hosman (Holzmengen) im Harbachtal

Das Harbachtal (auch Haferland, rum. Valea Hârtibaciului, ung. Hortobágy völgye) hat seinen Namen vom siebenbürgischen Fluss Harbach (rum. Hârtibaciu). Dieser entspringt auf der Gemarkung der Gemeinde Bekokten (rum. Bărcuț, ung. Baranykút) und mündet nach 88,2 km in den Zibin (rum. Cibin).

## Allgemeines
Man unterscheidet das untere und das obere Harbachtal. Orte im unteren Harbachtal sind unter anderem die Gemeinde Nocrich (dt. Leschkirch) mit dem ehemals selbstständigen Ort Hosman (dt. Holzmengen) und Alțâna (dt. Alzen).
Im Volksmund wurde das Harbachtal auch Haferland genannt. Die Stadt Agnita (dt. Agnetheln) ist das geographische Zentrum der Region. Dort gibt es auch das so genannte Harbachtalmuseum, welches von dem Volkswirt und Historiker Erhard Andrée (1911–1972) von 1957 an aufgebaut und nach der Eröffnung 1961 geleitet wurde. Eine Bibliothek innerhalb des Museums enthält 10.000 Bände historischer und kulturhistorischer Literatur, darunter etwa 500 seltene siebenbürgische Drucke (Transilvanica des 16. bis 17. Jahrhunderts) und eine Gesamtausgabe der Schriften von Erasmus von Rotterdam.
Funde aus der Jungstein-, Bronze- und Römerzeit belegen eine frühe Besiedlung. In der Gegend um den Hârtibaciu siedelten sich dann unter dem ungarischen König Géza II. (1142–1162) die ersten Theutonici (Deutsche) an. Das Harbach-Hochland ist von den vielen dort gelegenen Kirchenburgen geprägt.

## Trachtenlandschaft Harbachtal
Wenn man die Grenzen der Region nach der Gestaltung der Trachten zieht, grenzt das Harbachtal im Westen an die Trachtenlandschaft von Sibiu (Hermannstadt), im Osten an die von Rupea (Reps) und im Norden an die des Kokeltals. Der seltene Gebrauch eines bestimmten Trachtenteils – des Spangengürtels – ist ein deutliches Zeichen dafür, dass sich das Harbachtal wirtschaftlich nicht mit dem reichen Weinland, den wohlhabenden Dörfern um Hermannstadt oder gar denen des Burzenlandes messen konnte.

## Sehenswürdigkeiten
- Die 1910 gebaute und seit 2001 außer Betrieb befindliche Schmalspurbahn von Sibiu (Hermannstadt) nach Agnita (Agnetheln) (die so genannte Wusch oder auch Mocănița).